# ゴリラ
ゴリラは、霊長目ヒト科ゴリラ属（ゴリラぞく、Gorilla）に分類される構成種の総称。主に赤道アフリカの熱帯林に生息する地上棲の草食性大型類人猿である。ヒガシゴリラとニシゴリラの2種から成り、4亜種に分けられる。ゴリラのDNAは内容に応じて95 - 99%と、ヒトのDNAと非常に似ており、現存する生物の中ではチンパンジーとボノボに次いで人間に最も近い分類群である。
現生霊長類の中で最大で、種や性別にもよるが、身長1.25-1.8 m、体重100-270 kg、両腕を広げた幅は2.6 mに達する。群れで生活することが多く、群れのリーダーはシルバーバックと呼ばれる。ヒガシゴリラはニシゴリラに比べて毛皮の色が濃く、その他にもいくつかの小さな形態的差異が存在する。野生下での寿命は35 - 40年と推定される。
サブサハラアフリカの熱帯-亜熱帯の森林に生息する。ゴリラの分布域はサブサハラアフリカのごく一部だが、幅広い標高に生息する。マウンテンゴリラは、ヴィルンガ山地の標高2,200-4,300 mのアルバティーン地溝山地林に生息する。ローランドゴリラは密林や低地の沼地に生息し、ニシローランドゴリラは中央ー西アフリカ諸国に、ヒガシローランドゴリラはコンゴ民主共和国のルワンダとの国境付近に分布する。
野生個体数はニシゴリラで約316,000頭、ヒガシゴリラで5,000頭と推定される。どちらの種もIUCNによって近絶滅種に分類されている。絶滅危惧種に分類されているマウンテンゴリラを除いて、すべての亜種は近絶滅種に分類されている。密猟、生息地の破壊、病気など、種の存続を脅かす多くの脅威が存在する。一部地域では保護活動が成功している。

## 名称
「ゴリラ」という語は、後のシエラレオネとなるアフリカ西海岸を周航したカルタゴの航海者ハンノにより、紀元前500年頃に初めて記述された。探検隊は「ほとんどが女性で、体は毛深く、通訳が Gorillae と呼んだ野人の集団」に遭遇した。探検家たちが遭遇した人々は現在のゴリラなのか、別の類人猿やサルなのか、それとも人間なのかは不明である。さらに、現地語ではゴリラという呼称は確認されていない。ハンノが持ち帰ったゴリラの雌の毛皮は、350年後の紀元前146年のポエニ戦争終結時にローマがカルタゴを破壊するまで保管されていたと言われている。
1625年にアンドリュー・バテルは Pongo という名前でゴリラについて言及した。
この Pongo はあらゆる点で人間に似ているが、… 体格は人間というよりは巨人に近い。非常に背が高く、顔は人間の顔であり、目はうつろで、額には長い毛が生えている。顔と耳には毛がなく、手も同様である。体には毛が生えているが、あまり濃くなく、褐色である。… 常に二足で歩き、地面を歩くときは手を首の後ろに組んでいる… 彼らは大勢で一緒に歩き、森で多くの黒人を殺している… これらの動物は10人の人間が抱えても1匹を支えられないほど強いため、決して捕らえられない…—Andrew Battel, 1625
バテルの記述が出版されてから1世紀半後、ある作家は「ビュフォンや他の作家が人間ほどの大きさであるとした大型種は、キマイラであると多くの人が考えている」と主張した。
アメリカの医師および宣教師のThomas S. Savageと博物学者のジェフリーズ・ワイマンは、1847年にリベリアで入手した標本からニシゴリラを記載した。当時のチンパンジー属に分類され、学名は Troglodytes gorilla とされた。種名は古代ギリシア語で「毛深い女性の部族」という意味の「Γόριλλαι (gorillai)」が由来とされている。
本属の構成種の和名として大猩猩（おおしょうじょう、だいしょうじょう）が使用されたこともある。猩猩は元は架空の動物の名前であるが、オランウータンの漢名とされていた。

## 進化と分類
ゴリラに最も近い親戚はチンパンジー属とヒト属であり、約700万年前に共通祖先から分岐した。約1000万年前にヒト族へと続く系統からゴリラ属が分かれたと推定されている。また、分子進化時計を使い、ヒト属とゴリラ属の分岐を 656万 ±26 万年前とする研究結果もある。ヒトの遺伝子配列はゴリラと平均して1.6%が異なるが、各遺伝子のコピー数多型にはさらに多くの違いがある。
|  | ゴリラ属 (Gorilla)                                                     |
|  |                                                                        |
|  | \| \| ヒト属 (Homo) \| \| \| \| \| \| チンパンジー属 (Pan) \| \| \| \| |
|  |                                                                        |
|  | ヒト属 (Homo)                                                          |
|  |                                                                        |
|  | チンパンジー属 (Pan)                                                   |
|  |                                                                        |

|  | ヒト属 (Homo)        |
|  |                      |
|  | チンパンジー属 (Pan) |
|  |                      |

|  | ゴリラ属 (Gorilla)                                                     |
|  |                                                                        |
|  | \| \| ヒト属 (Homo) \| \| \| \| \| \| チンパンジー属 (Pan) \| \| \| \| |
|  |                                                                        |
|  | ヒト属 (Homo)                                                          |
|  |                                                                        |
|  | チンパンジー属 (Pan)                                                   |
|  |                                                                        |

|  | ヒト属 (Homo)        |
|  |                      |
|  | チンパンジー属 (Pan) |
|  |                      |

|  | ゴリラ属 (Gorilla)                                                     |
|  |                                                                        |
|  | \| \| ヒト属 (Homo) \| \| \| \| \| \| チンパンジー属 (Pan) \| \| \| \| |
|  |                                                                        |
|  | ヒト属 (Homo)                                                          |
|  |                                                                        |
|  | チンパンジー属 (Pan)                                                   |
|  |                                                                        |

|  | ヒト属 (Homo)        |
|  |                      |
|  | チンパンジー属 (Pan) |
|  |                      |

|  | ゴリラ属 (Gorilla)                                                     |
|  |                                                                        |
|  | \| \| ヒト属 (Homo) \| \| \| \| \| \| チンパンジー属 (Pan) \| \| \| \| |
|  |                                                                        |
|  | ヒト属 (Homo)                                                          |
|  |                                                                        |
|  | チンパンジー属 (Pan)                                                   |
|  |                                                                        |

|  | ヒト属 (Homo)        |
|  |                      |
|  | チンパンジー属 (Pan) |
|  |                      |

|  | ゴリラ属 (Gorilla)                                                     |
|  |                                                                        |
|  | \| \| ヒト属 (Homo) \| \| \| \| \| \| チンパンジー属 (Pan) \| \| \| \| |
|  |                                                                        |
|  | ヒト属 (Homo)                                                          |
|  |                                                                        |
|  | チンパンジー属 (Pan)                                                   |
|  |                                                                        |

|  | ヒト属 (Homo)        |
|  |                      |
|  | チンパンジー属 (Pan) |
|  |                      |

|  | ゴリラ属 (Gorilla)                                                     |
|  |                                                                        |
|  | \| \| ヒト属 (Homo) \| \| \| \| \| \| チンパンジー属 (Pan) \| \| \| \| |
|  |                                                                        |
|  | ヒト属 (Homo)                                                          |
|  |                                                                        |
|  | チンパンジー属 (Pan)                                                   |
|  |                                                                        |

|  | ヒト属 (Homo)        |
|  |                      |
|  | チンパンジー属 (Pan) |
|  |                      |

|  | ゴリラ属 (Gorilla)                                                     |
|  |                                                                        |
|  | \| \| ヒト属 (Homo) \| \| \| \| \| \| チンパンジー属 (Pan) \| \| \| \| |
|  |                                                                        |
|  | ヒト属 (Homo)                                                          |
|  |                                                                        |
|  | チンパンジー属 (Pan)                                                   |
|  |                                                                        |

|  | ヒト属 (Homo)        |
|  |                      |
|  | チンパンジー属 (Pan) |
|  |                      |

|  | ゴリラ属 (Gorilla)                                                     |
|  |                                                                        |
|  | \| \| ヒト属 (Homo) \| \| \| \| \| \| チンパンジー属 (Pan) \| \| \| \| |
|  |                                                                        |
|  | ヒト属 (Homo)                                                          |
|  |                                                                        |
|  | チンパンジー属 (Pan)                                                   |
|  |                                                                        |

|  | ヒト属 (Homo)        |
|  |                      |
|  | チンパンジー属 (Pan) |
|  |                      |

過去には本属をチンパンジー属に含める説もあった。以前はゴリラ Gorilla gorilla のみで本属が構成されており、1929年に213個の頭骨の比較から西部個体群（基亜種ローランドゴリラ G. g. gorilla）と東部個体群（亜種マウンテンゴリラ G. g. beringei）の2亜種に分けられた。1961年に下顎骨の比較から亜種を独立種として、マウンテンゴリラから東部低地個体群（亜種ヒガシローランドゴリラ G. beringei graueri）を分割する説もあった。一方で1971年には近年まで主流とされた1種3亜種（基亜種ニシローランドゴリラ G. g. gorilla・亜種マウンテンゴリラ G. g. beringei・亜種ヒガシローランドゴリラ G. g. graueri）とする説が提唱され、亜種ヒガシローランドゴリラはニシローランドゴリラとマウンテンゴリラの中間型と考えられていた。ミトコンドリアDNAのCOII遺伝子やDループ領域の分子系統推定から、西部個体群（基亜種ニシローランドゴリラと亜種クロスリバーゴリラ）と東部個体群（基亜種マウンテンゴリラと亜種ヒガシローランドゴリラ）との遺伝的距離がチンパンジー属の種間距離（チンパンジーとボノボ）に匹敵する解析結果が得られたことで、2種に分けられるようになった。ミトコンドリアDNAの解析から、ニシゴリラとヒガシゴリラが分岐したのは250万年前と推定されている。ニシローランドゴリラとヒガシローランドゴリラは約26万1,000年前に分岐したことが示唆されている。現在は2種4亜種が分類されている。マウンテンゴリラのブウィンディ個体群を独自の亜種とする主張もある。
霊長類学者は、さまざまなゴリラの集団間の関係を調査し続けている。体の大きさ、毛の色と長さ、文化、顔の幅の違いなどにより、種を区別することが出来る。以下の種と亜種の分類には、ほとんどの科学者が同意している。分類・英名はMSW3（Groves, 2005）、和名は山極（2015）に従う。
- ゴリラ属 Gorilla Geoffroy, 1852 – 2種
  - ヒガシゴリラ Gorilla beringei Matschie, 1903 (Eastern gorilla) - 2亜種。中央アフリカに分布する。身長160-196 cm[22]。森林に生息する[23]。根、葉、茎、髄、樹皮、木、花、果実、菌類、虫こぶ、無脊椎動物、ゴリラの糞を食べる[24]。個体数は推定2600頭[23]。
    - マウンテンゴリラ Gorilla beringei beringei (Mountain gorilla)
    - ヒガシローランドゴリラ Gorilla beringei graueri (Eastern lowland gorilla)

  - ニシゴリラ Gorilla gorilla (Savage, 1847) (Western gorilla) - 2亜種。西アフリカに分布する。身長130-185 cm[25]。森林に生息する[26]。葉、果実、シダ、繊維質の樹皮を食べる[27]。個体数は不明[26]。
    - クロスリバーゴリラ Gorilla gorilla diehli (Cross river gorilla)
    - ニシローランドゴリラ Gorilla gorilla gorilla (Western lowland gorilla)

## 形態

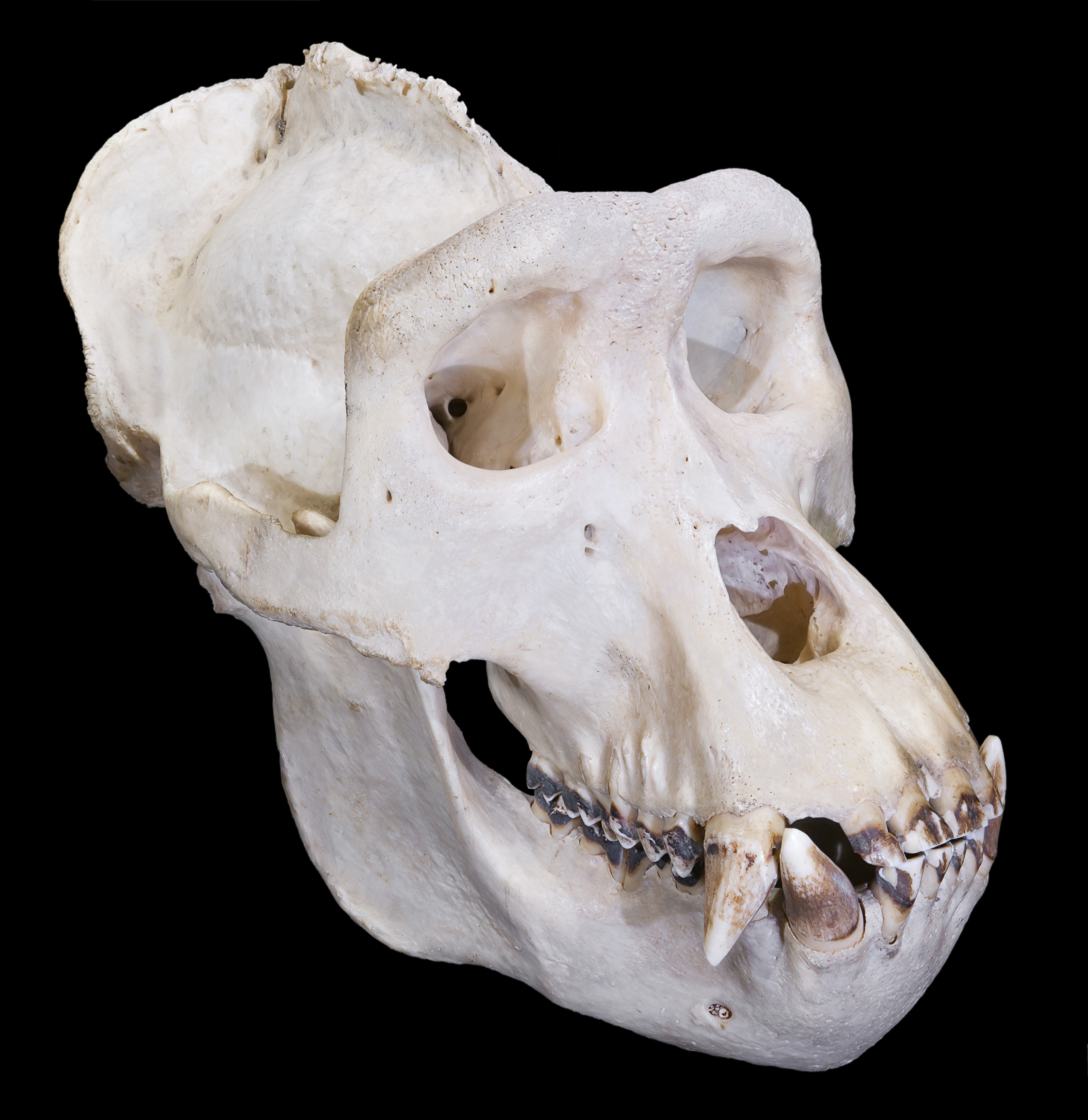
雄の頭蓋骨

野生では雄の体重は136-227 kg、雌の体重は68-113 kgである。ただし通常雄は150-180 kg、雌は80-100 kgである。雄の身長は1.4-1.8 m、腕を広げた長さは2.3-2.6 mである。雌の身長は1.25-1.5 mと低く、腕を広げた長さも短い。飼育下のオスでは299 kgの記録がある。Groves (1970) によれば、42頭の野生の雄の平均体重は144 kgであり、Smith & Jungers (1997) によれば、19頭の野生の雄の平均体重は169 kgと推定された。雄は生後13年で背の体毛が鞍状に白くなり、シルバーバックと通称される。最も背の高い個体は、1938年にキヴ州北部で射殺された、身長1.95 m、腕を広げた長さ2.7 m、胸囲1.98 m、体重219 kgのシルバーバックであった。最も重い野生個体は、カメルーンのアンバムで撃たれた身長1.83 mのシルバーバックで、体重は267 kgであった。飼育下の雄は肥満によって体重310 kgに達することがある。出産直後の幼獣は体重1.8 kg。

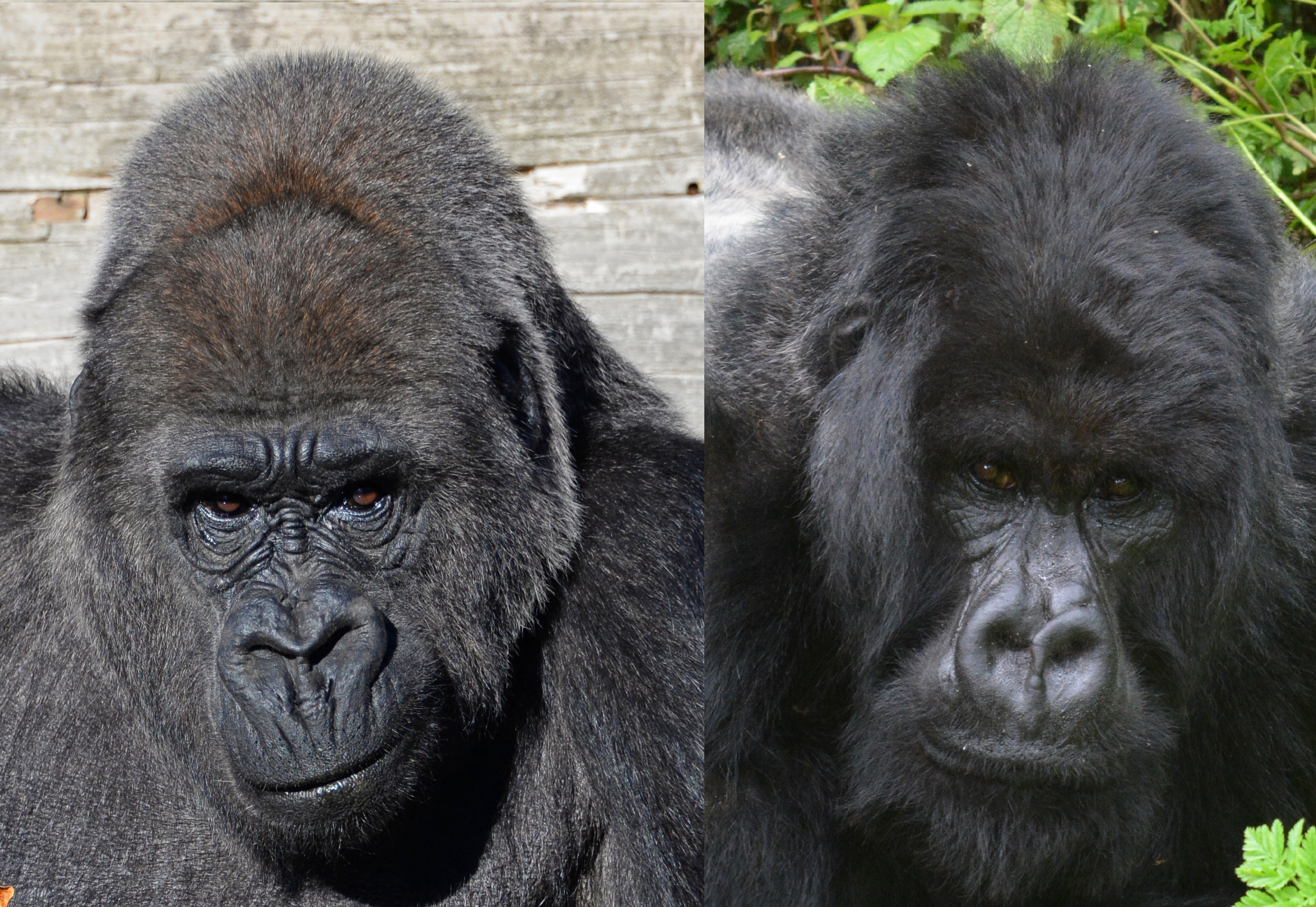
ニシゴリラ(左)とヒガシゴリラ(右)

毛衣は黒や暗灰褐色。ヒガシゴリラはニシゴリラよりも体毛の色が濃く、マウンテンゴリラは最も毛が太く、色も濃い。ニシローランドゴリラの体毛は茶色または灰色がかっており、額は赤みがかる。ローランドゴリラは体格の大きなマウンテンゴリラに比べ、細身で機敏である。ヒガシゴリラはニシゴリラよりも顔が長く、胸が広い。人間と同様に、個体ごとに異なる指紋がある。瞳は濃い茶色で、虹彩の周りは黒く縁取られる。下顎が上顎よりも突き出ている。雄の頭蓋骨には顕著な矢状稜が発達する。生後18年で後頭部が突出する。
ゴリラの利き手に関する研究ではさまざまな結果が得られており、利き手は存在しないという見解もあれば、一般に右利きが優勢であるという見解もある。ゴリラの血液は、ヒトではO型を示す抗Aおよび抗Bモノクローナル抗体に反応しない。しかしゴリラの血液型は、ABO式血液型などヒトの血液型と比較できるものではない。

## 分布と生息地

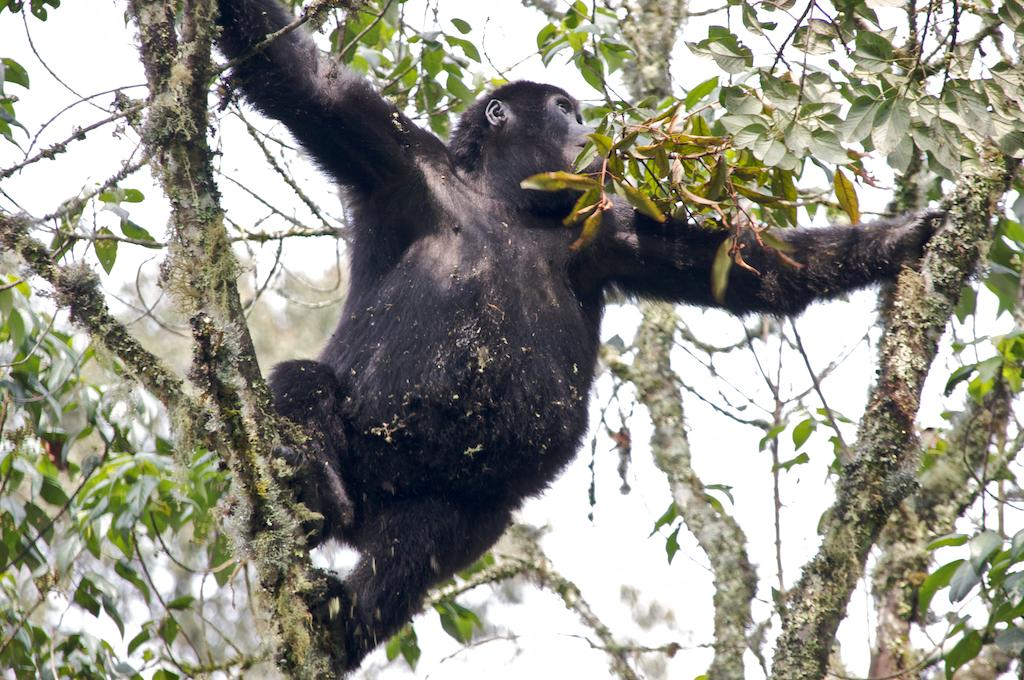
樹上のゴリラ

アンゴラ（カビンダ）、ウガンダ、ガボン、カメルーン南部、コンゴ共和国、コンゴ民主共和国東部、赤道ギニア、中央アフリカ共和国南部、ナイジェリア東部、ルワンダから知られる。2種の分布域はコンゴ川とその支流によって隔てられている。主にニシゴリラは西アフリカに、ヒガシゴリラは中部アフリカに分布する。生息地は山地の森から湿地まで幅広い。ヒガシゴリラは海抜650-4,000 mの山地および山麓の森林に生息する。
一般的に多湿林に生息する。マウンテンゴリラは標高の高い山地森に生息し、ヒガシローランドゴリラは標高の低い山麓の森に生息する。ヒガシローランドリラは山地の竹林や、標高600-3,308 mの低地林にも生息する。ニシゴリラは標高1,600 mまでの低地の湿地林と山地林の両方に生息する。ニシローランドゴリラは標高1,600 mまでの沼地や低地林に生息し、クロスリバーゴリラは標高150-1,600 mの低地や森林に生息する。国土の80%以上を熱帯雨林が占めるガボンでは、ニシローランドゴリラが国内のサバンナを除く環境、すなわち海岸の低木林・一次林・二次林にも生息することが判明している。

## 生態と行動
本属に関する生物学的知見は、近年までヒガシゴリラの基亜種（以下マウンテンゴリラ）を中心とした知見に基づいていた。これは、いろいろな理由によるものである。すなわち、高地で眠り病などの伝染病を媒介するツェツェバエ類などの昆虫が少なく牧畜が行われていたため、一部の現地住民を除いて食用として狩猟されることが少なかったこと、農作物を食害することが少なく、害獣としての地元住民との軋轢が少なかったこと、これらにより人間に対する警戒心が薄く、直接観察しやすかったこと、高い木がなく下生えが密生した環境に生息するため、草が倒れた痕跡で追跡しやすかったこと、ほとんど樹上に登らないため、痕跡が途絶えにくいこと、アフリカで最も古い国立公園であるヴィルンガ国立公園に生息し、保護が早くから進められていたこと、などの理由が挙げられる。
生息密度は主に1 m2あたり1頭だが、コンゴのニシローランドゴリラ個体群では湿地での個体密度が1 m2あたり5頭に達することもある。10-50 m2の行動圏内で生活し、1日あたり0.5-2 kmを移動する。
アメリカの大ヒット映画・キング・コングなどから、一般的に凶暴で人間を襲うイメージを持たれがちだが、ほぼ草食性であるため人間の方から危害を加えるようなことをしなければ襲ってくることもなく凶暴性は低い。

### 食性と採餌

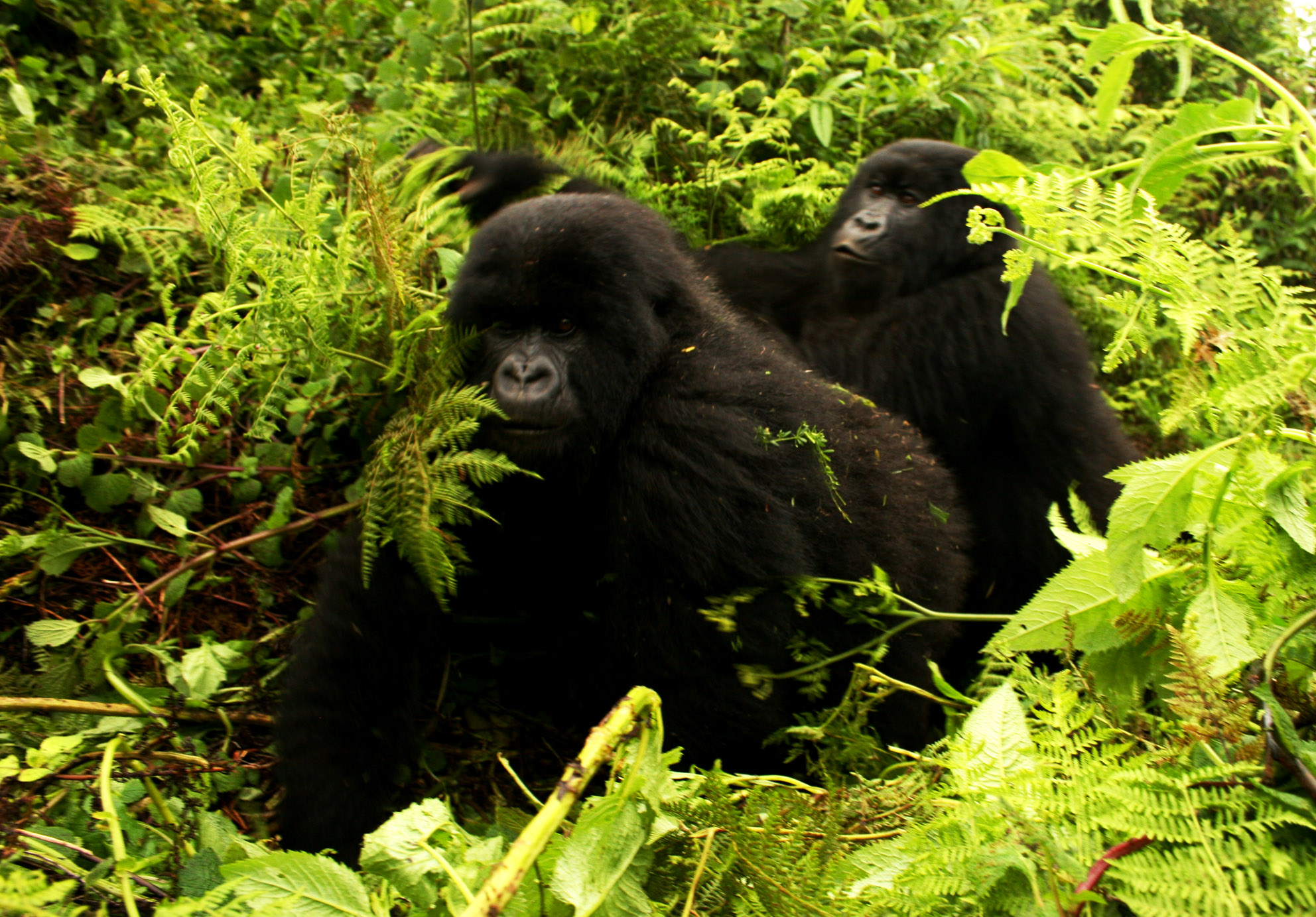
移動するゴリラ

ゴリラの1日は休憩時間と移動または摂餌の時間に分かれる。食性は種内であっても異なる。植物食傾向の強い雑食で、果実、植物の葉、アリやシロアリなどの昆虫を食べる。低地では種にかかわらず果実食傾向が強く、果実が豊富な環境では果実を主に食べ、食べる果実の種数がチンパンジーと同程度に達することもある。本属とチンパンジーが同所的に分布するガボンの調査例では、食性の57%（果実では79%）がチンパンジーと重複する。マウンテンゴリラは主に葉、茎、髄、新芽などを食べ、果物が食事に占める割合はごくわずかである。マウンテンゴリラの食べ物は豊富で、個人間や集団間で競争する必要が無い。行動範囲は3-15 km2であり、平均的な1日の移動範囲は約500 m以下である。マウンテンゴリラは少数の植物の種を食べるが、食性は柔軟であり、さまざまな生息地に適応できる。マウンテンゴリラは季節によって果実なども食べるが、乾季に食物が少なくなると植物の葉・芽・樹皮・根などの繊維質植物を食べる。低地ではアリを日常的に食べ、糞の内容物の調査では糞中からアリの破片（コンゴ共和国24%、カフジ＝ビエガ国立公園およびロペ30%、中央アフリカ43%）が発見された例もある。食べるアリの種類や、採食方法などは地域差がある。採食方法の例として、平手で地面をたたく・平手で樹上の巣を壊す・手の上に巣を乗せアリを叩き落とす・アリの群れに手を突っ込んで舐めるなどといったものがある。シロアリが生息しない高地に分布するヒガシゴリラは、植物についているダニやクモを無作為に食べることで動物質を補っていると考えられている。マウンテンゴリラは自分の糞も含めた糞食を行い、腸内細菌の摂取や未消化の食物を再吸収していると考えられている。

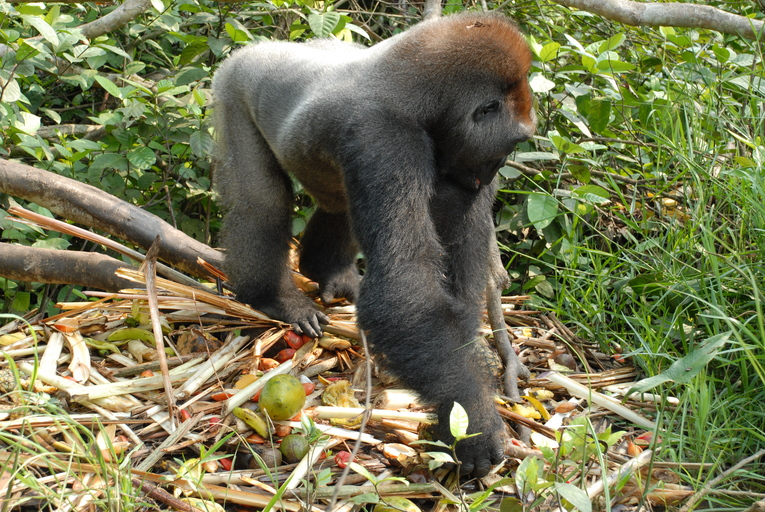
索餌

ヒガシローランドゴリラの食性はより多様で、季節によって変化する。葉や髄を一般的に食べるが、果物が食事の25%を占めることもある。果物があまり手に入らないため、毎日より長い距離を移動しなければならず、行動圏は2.7-6.5 km2で、1日の移動距離は154-2,280 mである。ヒガシローランドゴリラは昆虫、特にアリも食べる。ニシローランドゴリラは他のゴリラよりも果物に依存しており、行動圏全体に広く分散している。他のゴリラの亜種よりもさらに遠くまで移動し、1日平均1,105 m移動し、行動圏は7-14 km2と広い。ニシローランドゴリラは陸上植物を食べることは比較的少なく、一部の地域では水生植物を食べ、シロアリやアリを食べることもある。ゴリラは水分の多い多肉植物を摂取するため水を飲むことは珍しいが、マウンテンゴリラとローランドゴリラの両方で水を飲む様子が観察されている。

### 寝床作り

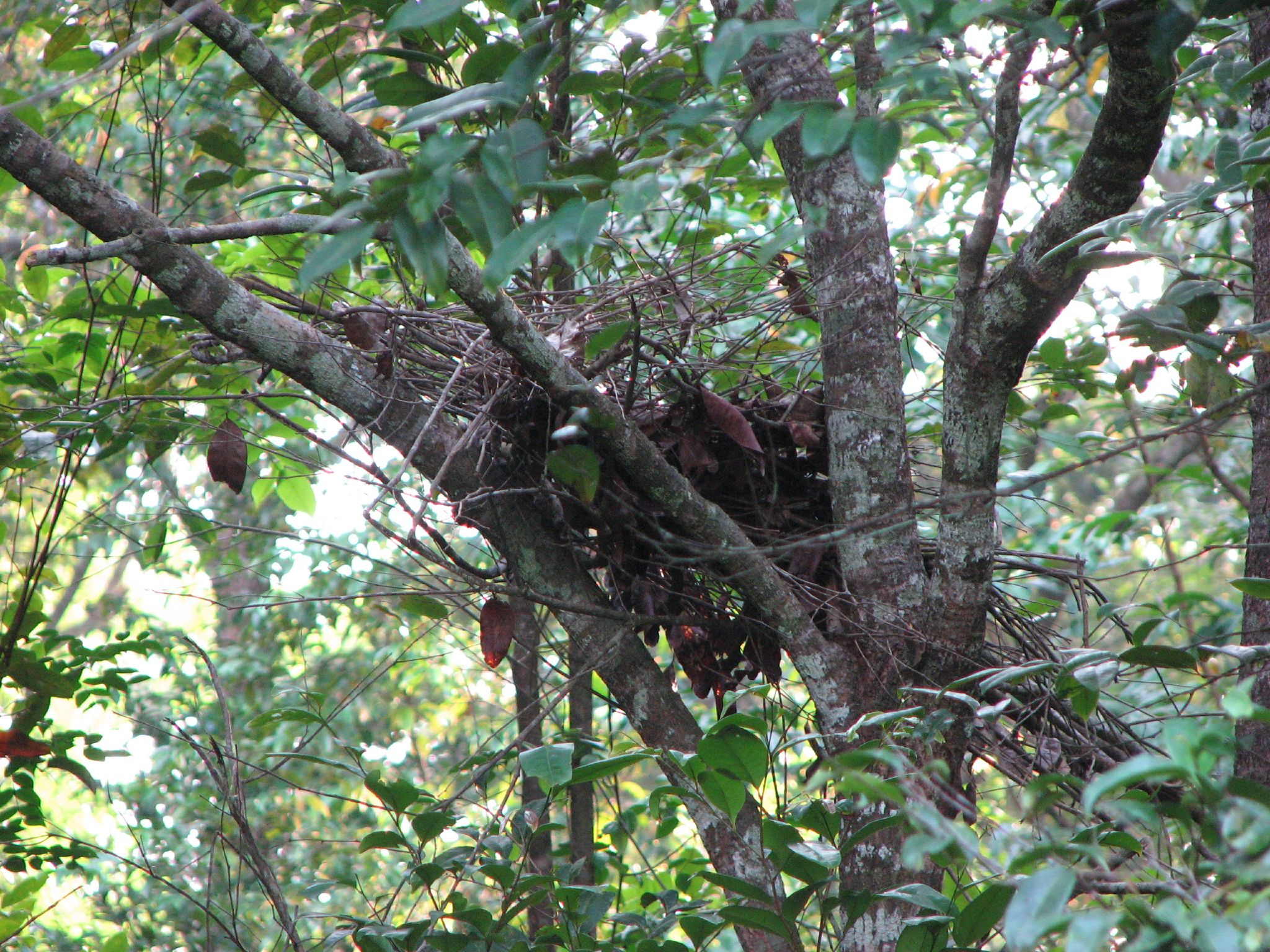
樹上に作られた寝床

昼行性で、夜間になると日ごとに違う寝床を作り休む。寝床は直径約0.61-1.52 mの単純な枝葉の集合体であることが多く、個体ごとに作られる。チンパンジーやオランウータンとは異なり、地上で眠る傾向がある。幼獣は母親と一緒に寝床を作るが、3歳になると最初は母親の近くで自分のものを作る。寝床作りに使用する樹種は日和見的に決定されている。大型類人猿による寝床作りは、現在では単なる動物による建造物ではなく、動物の道具使用の重要な例であると考えられている。同じ場所に留まっても、前の寝床は使用しない。寝床は通常夕暮れの1時間前に作られ、夜になると眠れるようになる。ゴリラは人間よりも長く眠り、睡眠時間は1日平均12時間である。

### 他種との関係
捕食者としてヒョウが挙げられる。例としてヴィルンガ山地のキソロでのシルバーバックの個体がヒョウに殺されたという報告例、コンゴ共和国のン・ドキでヒョウの糞の内容物の調査から雄の骨が発見された例、中央アフリカのザンガ・サンガ国立公園でヒョウに襲われた報告例などがある。糞から骨が発見された例は、死骸を食べた結果である可能性がある。カフジ＝ビエガ国立公園のヒガシローランドゴリラの個体群では、雄が死亡した群れにおいて、雌や幼獣が主に地表に作っていた寝床（68.8%）を樹上に作るようになった報告例がある（地表の寝床の割合が22.9%まで減少）。この群れは雄が合流すると、60%の割合で再び地表に寝床を作るようになった。これは雄がいなくなったことで、捕食者を避けようとしたためだと考えられている（カフジ＝ビエガ国立公園にはヒョウはいないが、1970年代までは目撃例があったとされる）。動物学者の小原秀雄は、ゴリラを含む類人猿は知能が高いので恐怖や痛みに極めて敏感であり、ヒョウなどの捕食動物には不得手であると述べている。群れがヒョウや人間などの天敵に襲われたとき、シルバーバックは自分の命を犠牲にしてでも群れを守る。チンパンジーと分布が重なる地域では、直接競争はしないようである。果物が豊富にあるときは、ゴリラとチンパンジーの食性は一致するが、果物が不足すると、ゴリラは葉などの植物を食べるようになる。これら2種の類人猿は果物や昆虫などの異なる種を食べることもある。ゴリラとチンパンジーは同じ木で摂餌を行う際に、互いを無視したり避けたりすることがあるが、社会的な絆を形成することも記録されている。しかしチンパンジーの群れがシルバーバックを含むゴリラの家族を襲い、幼獣を殺害する様子も観察されている。

### 移動と姿勢
前肢を握り拳の状態にして地面を突くナックルウォーキングと呼ばれる四足歩行をする。食料を運ぶ際や身を守る際には、短い距離を二足歩行することもある。2018年にブウィンディ国立公園に生息する77頭のマウンテンゴリラ（個体群の8%）の姿勢を調査した研究では、ナックルウォーキングは全体の60%に過ぎず、その他にも拳、手の甲、足の裏、掌で体重を支えていることが判明した。このような多様な姿勢は、これまでオランウータンのみがとっていると考えられていた。

### 社会構造

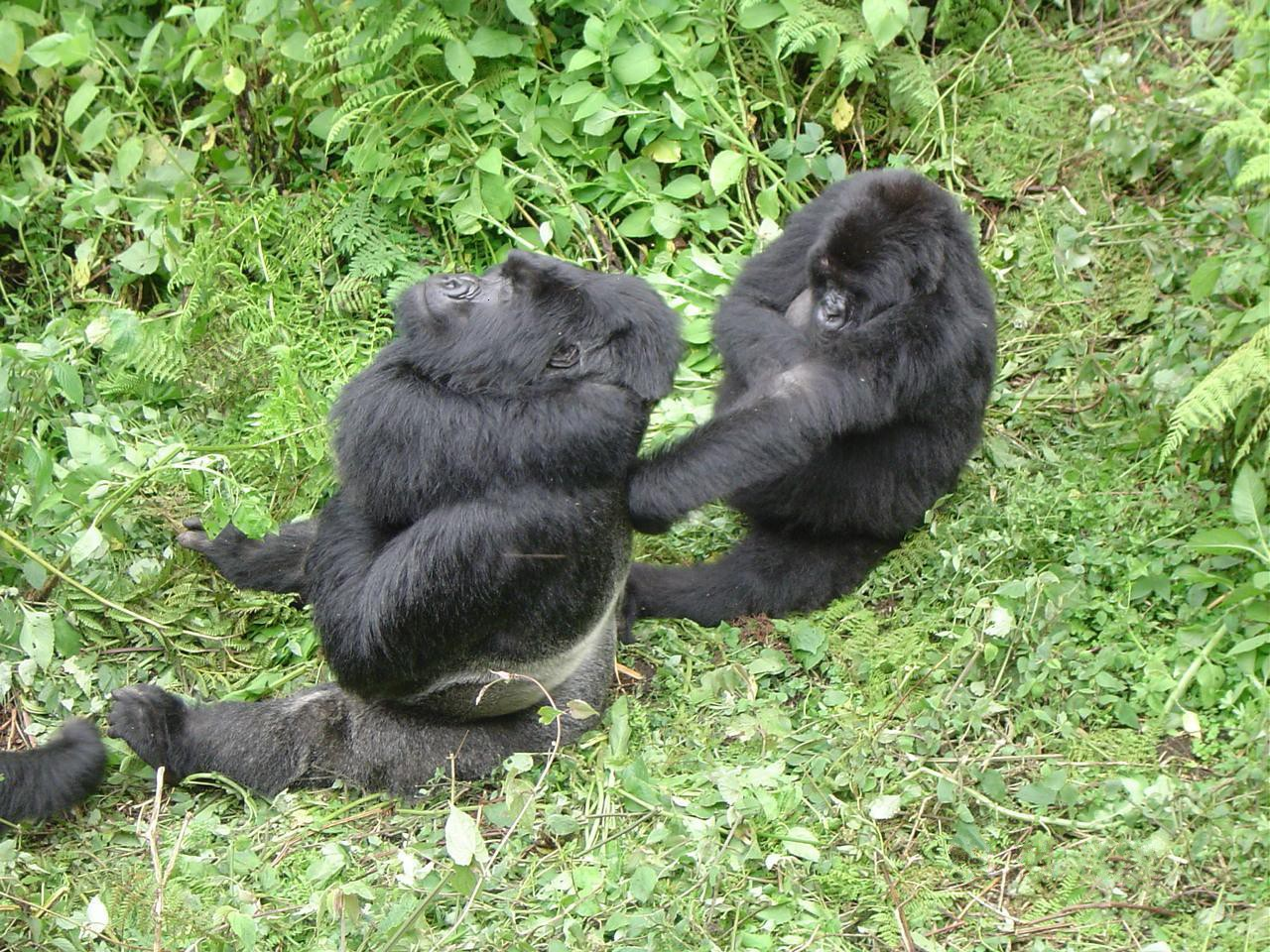
雌雄のゴリラ

亜種や地域によって変化があるものの社会構造は端的にいえば、(1)単独の雄、(2)雄1頭と雌複数頭からなる群れ、(3)複数の雌雄が含まれる群れ、からなる。ゴリラは群れを作る動物だが、一般的には群れの雄は一頭のみで、複数の雌とその子孫が含まれる。複数の雄が含まれる群れも知られているが、雄が成体になっても群れに残る傾向があるマウンテンゴリラを除くと、複数の雌雄が含まれる群れを形成することは少ない。雄の幼獣が産まれて成長すれば複数の雌雄が含まれる群れとなるが、通常は父親が後から産まれた雄が群れの雌と交尾しようとすると威嚇し交尾を抑制するため、後から産まれた雄は群れから離脱してしまい、雄1頭と雌複数頭からなる群れに戻る。群れの大きさは低地では20頭以下、高地では30頭以上の群れを形成することもある。例として亜種ヒガシローランドゴリラでは、同亜種でも低地個体群と高地個体群では群れの大きさが異なる。シルバーバックの犬歯は成長に伴って大きくなる。雌雄ともに生まれた群れからは移動する傾向にある。マウンテンゴリラの場合、雌の方がその傾向が強い。マウンテンゴリラもローランドゴリラも、一般的に2番目の新しい群れに移る。
成熟した雄は群れを離れ、他の雌を引きつけて独自の群れを作る。マウンテンゴリラの雄は生まれた群れに留まることもある。シルバーバックが死ぬと、これら他の雄が群れを引き継ぎ、雌と交尾できる可能性がある。この行動はヒガシローランドゴリラでは観察されていない。群れの雄が1頭の場合、シルバーバックが死ぬと、雌とその子供は分散して新しい群れを探す。シルバーバックが幼獣を守らない場合、幼獣は子殺しの犠牲になる可能性が高い。新しい群れに参加することは、これに対抗する策となる可能性がある。ゴリラの群れは通常シルバーバックが死亡すると解散するが、ヒガシローランドゴリラの雌とその子孫は、新しいシルバーバックが群れに加入するまで群れを維持していたことが記録されている。これはヒョウから身を守るためだと考えられる。

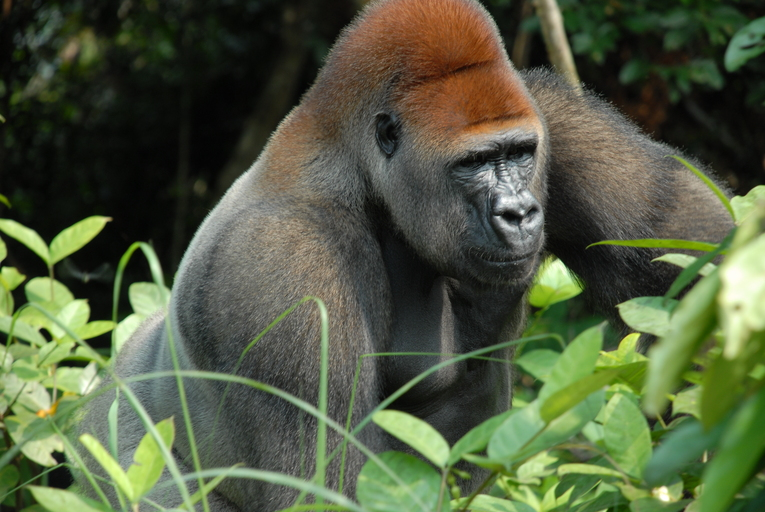
シルバーバック

シルバーバックは群れの中心であり、すべての決定を下し、争いを調停し、群れの動きを決定し、群れを餌場に導き、群れの安全に責任を負う。ブラックバックと呼ばれる若い雄は、予備の雄として機能する可能性がある。ブラックバックは8歳から12歳で、背中の毛は銀色ではない。シルバーバックが雌との間に持つ関係は、ゴリラの社会の中核をなす。シルバーバックと雌との関係は、グルーミングや、近くに留まることによって維持される。雌は交尾の機会を獲得し、捕食者や他の雄からの子殺しを避けるために、雄と強い関係を築く。雌雄の間で攻撃行動が起こっても、重傷になることは滅多にない。雌同士の関係は様々で、群れ内の母系的血縁関係にある雌は、お互いに友好的で、親密に付き合う傾向がある。それ以外の場合、雌同士が友好的であることは珍しく、互いに攻撃的であることが多い。
雌が雄を求めて争うこともあり、雄が介入することもある。雄同士は社会的な関係が弱く、特に複数の雄が含まれる群れでは明らかに支配的な階級制度があり、仲間を巡る激しい競争がある。雄のみから成る群れでは、遊び、グルーミング、共に生活することを通じて友好的な関係を築く傾向があり、時には同性愛的な交流をすることもある。群れ同士の関係は同じ地域であっても変異があり、マウンテンゴリラのヴィルンガ個体群はある時期には群れ同士が威嚇するだけで激しい衝突はせず、異なる群れの幼獣同士で遊ぶこともあるといった報告例があったが、別の時期には雄同士が激しく争い命を落とすこともあり、子殺しも行うといった報告例がある。

### 繁殖と成長

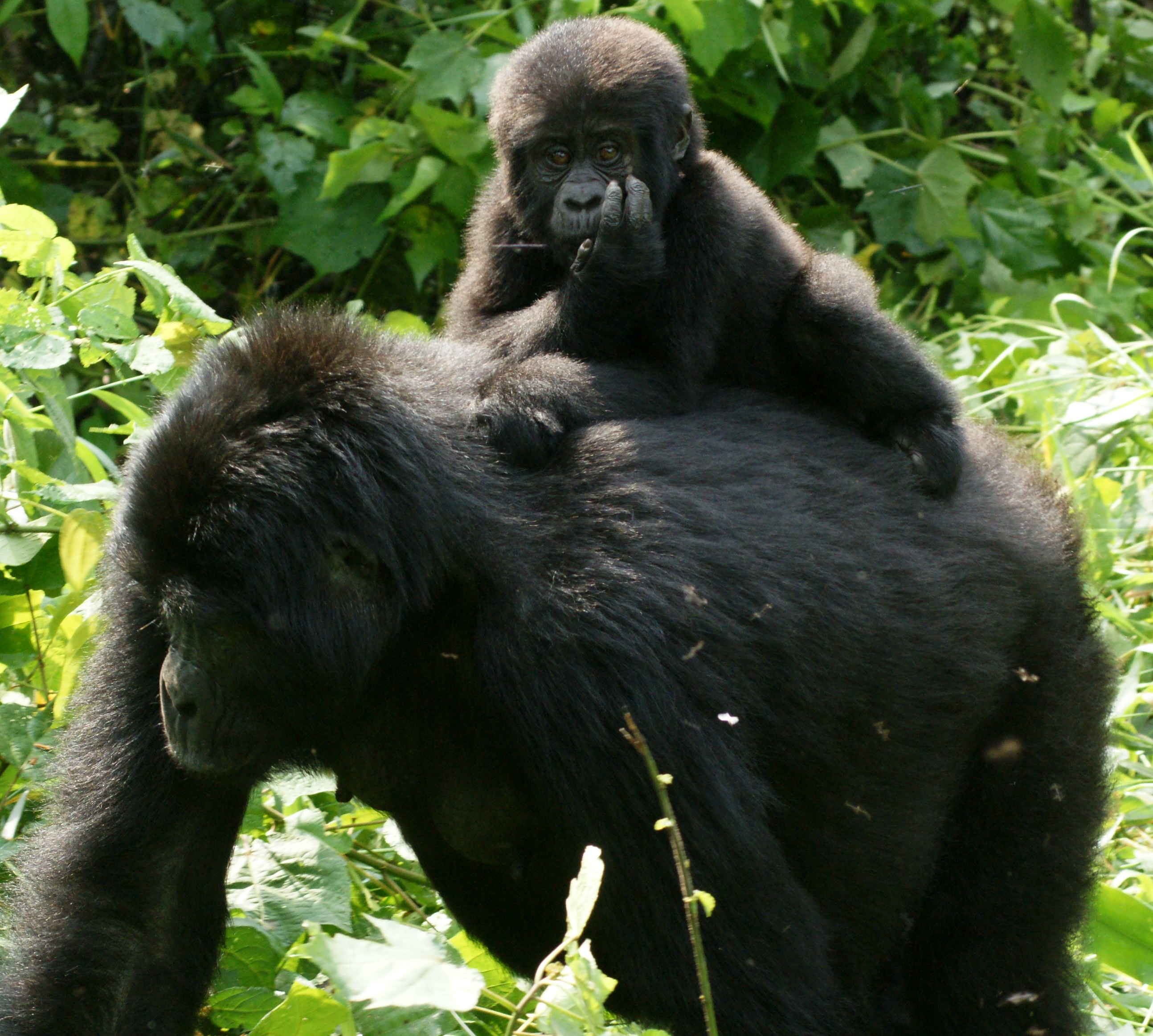
母親の背中に乗る幼獣

雌は10 - 12歳（飼育下ではより早い）、雄は11 - 13歳で成熟する。雌の最初の排卵は6歳で起こり、その後2年間の思春期不妊期間が続く。発情周期は30-33日で、排卵の兆候はチンパンジーと比べて外観では目立たない。妊娠期間は平均256日。マウンテンゴリラの雌は10歳で初めて出産し、出産間隔は3 - 4年である。雄は成熟する前に生殖能力を持つ。一年中交尾をする。
雌は口をすぼめ、目を合わせながらゆっくりと雄に近づく。これは雄にマウントを促す効果がある。雄が反応しない場合、雌は雄に手を伸ばしたり、地面を叩いたりして注意を引く。複数の雄が含まれる群れでは、雌が好みの雄を選んで交尾をするが、複数の雄との交尾を強制される可能性もある。雄は雌に近づき、ディスプレイをするか、雌に触れてうなり声を発することで交尾を誘発する。ゴリラは正常位で交尾を行うことが観察されているが、かつては人間とボノボに特有であると考えられていた。

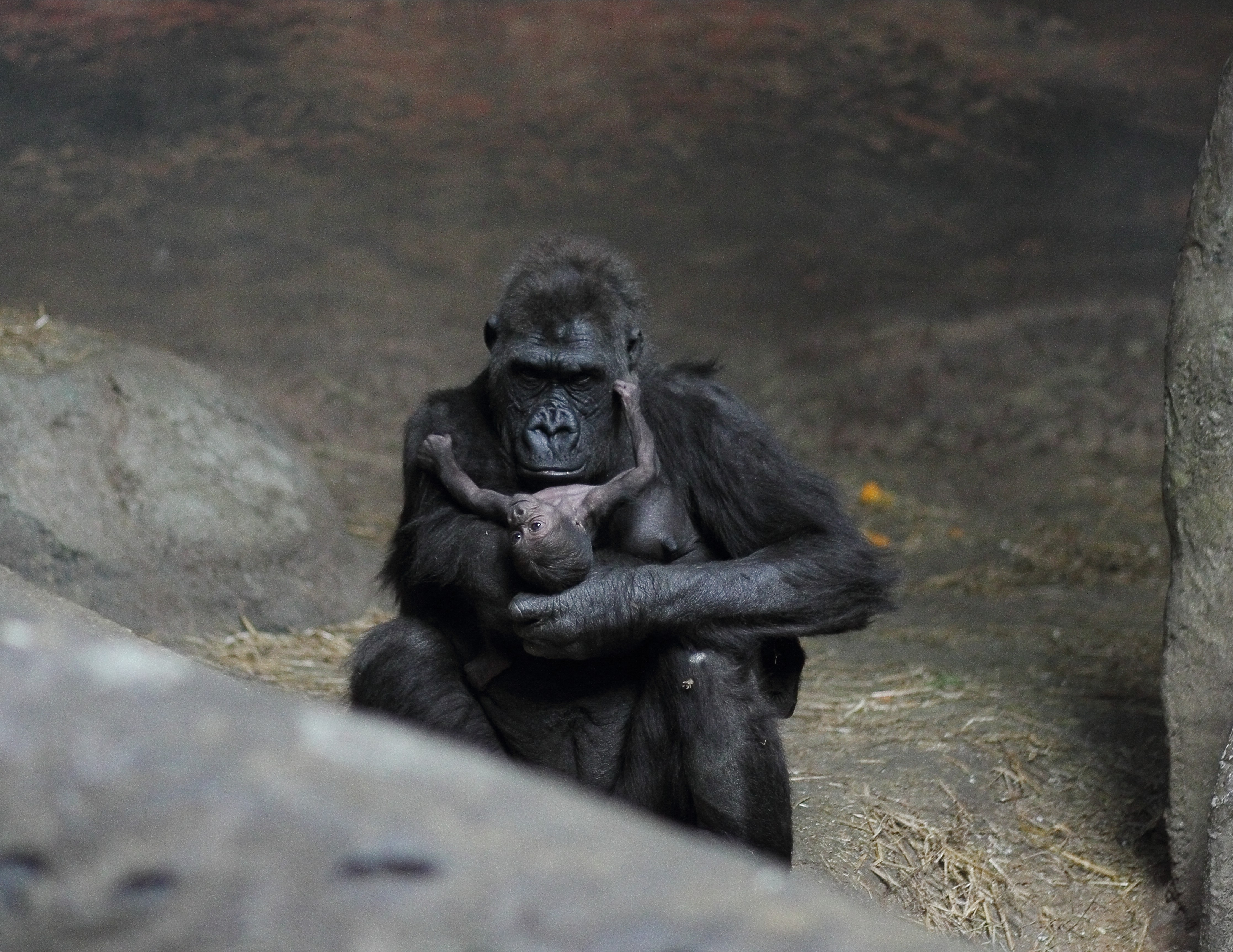
母親と生後10日の幼獣

ゴリラの幼獣は傷つきやすく、依存心が強いため、生存には母親が重要である。雄は子供の世話には積極的ではないが、他のゴリラの社会に順応させる役割を果たす。シルバーバックは群れの幼獣たちに対して協力的な関係を築き、群れ内での攻撃から幼獣たちを守る。生後5か月間は母親と接触し続け、母親は保護のためにシルバーバックの近くに留まる。幼獣は少なくとも1時間に1回乳を飲み、同じ寝床で母親と一緒に眠る。
幼獣は生後5か月を過ぎると母親との接触を減らし始めるが、離れる時間は毎回短い。生後12か月までに、母親から最大5 m離れるようになる。生後18 - 21か月頃になると、母親と子の間の距離が広がり、定期的に離れて過ごすようになる。授乳は2時間に1回に減少する。幼獣は生後30か月までに母親と過ごす時間が半分になる。生後3 - 6年は若年期であり、この時期には乳離れをし、母親とは別の巣で眠る。子が乳離れした後、雌は排卵を開始し、すぐに再び妊娠が可能になる。シルバーバックを含む遊び相手の存在は、母子間の離乳時の衝突を最小限に抑える。
寿命は約40 - 50年で、動物園では53年の飼育記録がある。ファトゥは1957年生まれと推定される雌であり、現在世界最高齢のゴリラかつ、史上最高齢のゴリラである。史上最高齢の雄はオジーであり、61歳で亡くなった。現在世界最高齢の雄はルワンダの国立公園に生息するマウンテンゴリラのグホンダであり、1971年生まれと推定され、世界最高齢の野生個体でもある。

### コミュニケーション
群れの間では多様な音声を用いたコミュニケーションを行い、餌を食べる時などに鼻歌のような声を出しているのが確認されている。25の異なる発声が認識されており、その多くは主に密集した植物の中で群れとコミュニケーションをとる目的で使用される。移動中にはうなり声や吠え声が最も頻繁に聞こえ、群れのメンバーの居場所を示す。また、規律が必要な社会的交流の際にも使用される。叫び声や咆哮は警告の役割があり、シルバーバックが最も多く発する。ゴロゴロという深い声は満足感を示し、食事中や休息中に頻繁に発する。これらは群れ内のコミュニケーションの最も一般的な形である。
発見以来、長年に渡って凶暴な動物であると誤解されてきたが、研究が進むと、交尾の時期を除けば実は温和で繊細な性質を持っていることが明らかになった。かつてドラミングが戦いの宣言や挑発の手段と考えられていたが、山極寿一によれば、胸をたたいて自己主張し、衝突することなく互いに距離を取るための行動だという。ドラミングの頻度は体の大きさによって異なり、小さなゴリラほど頻度が大きい。また、雌が交尾の準備ができたときに最も多く行われる。
物理的な衝突はほとんど無く、基本的に威嚇やその他のディスプレイによって解決される。ディスプレイは (1) 徐々に速く鳴き声を上げる、(2) 象徴的な摂餌、(3) 二足歩行で立ち上がる、(4) 草木を投げる、(5) ドラミング、(6) 片足で蹴る、( 7) 二足から四足で横向きに走る、(8) 草木を叩き引き裂く、(9) 手のひらで地面を叩く というプロセスから成る。

## 知能

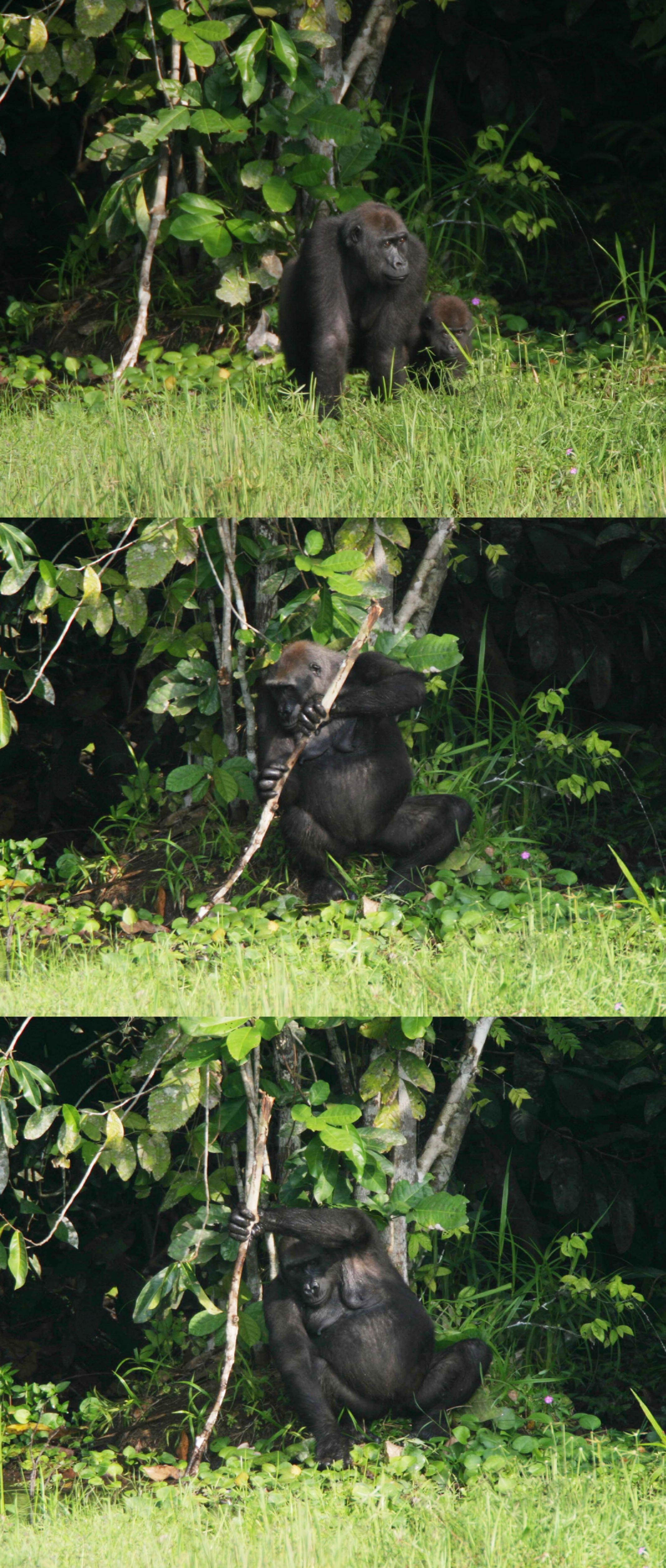
木の枝を道具として使う雌

ゴリラは非常に知性が高いと考えられている。ココなど少数の飼育下個体は、一部の手話を教えられている。他の大型類人猿と同様に、ゴリラは笑ったり悲しんだりと、豊かな感情を持っており、強い家族の絆を育み、道具を作成して使用し、過去や未来について考えることができる。ゴリラには霊的な感情や、宗教的な感情があると信じている研究者もいる。ゴリラは食事の方法など、地域により異なる文化を持っていることが示されており、個々の色の好みも存在する。

### 道具の使用
2005年に野生生物保全協会のトーマス・ブロイヤー率いるチームによって、野生のゴリラによる道具の使用が観察された。コンゴ共和国のヌアバレ＝ンドキ国立公園では、ゴリラの雌が沼地を渡りながら水深を測るかのように棒を使っている様子が記録された。その他にも木を橋とし、沼地で釣りをする際の支えとして使っている様子が目撃された。これにより、すべての大型類人猿が道具を使用することが明らかとなった。
2005年9月、コンゴ共和国の2歳半のゴリラが保護区内で石を使ってヤシの実を割っている様子が観察された。これはゴリラの道具使用の初めての観察であったが、40年以上前にチンパンジーが枝を使ってシロアリを釣る様子が観察されていた。人間以外の大型類人猿は、いくらかの精度の握力を備えており、簡単な道具を作成するだけでなく、落ちた枝から棍棒を即興で作るなど、武器も使用することができる。

## 研究
アメリカの医師・宣教師のThomas S. Savageは、リベリア滞在中に初めてゴリラの頭蓋骨とその他の骨を入手した。ゴリラの最初の科学的な記述は、1847年にSavageと博物学者のジェフリーズ・ワイマンがボストン自然史学会紀要に掲載した論文である。そこでは現在のニシゴリラが Troglodytes gorilla として記載された。その後数年以内に他のゴリラも記載された。

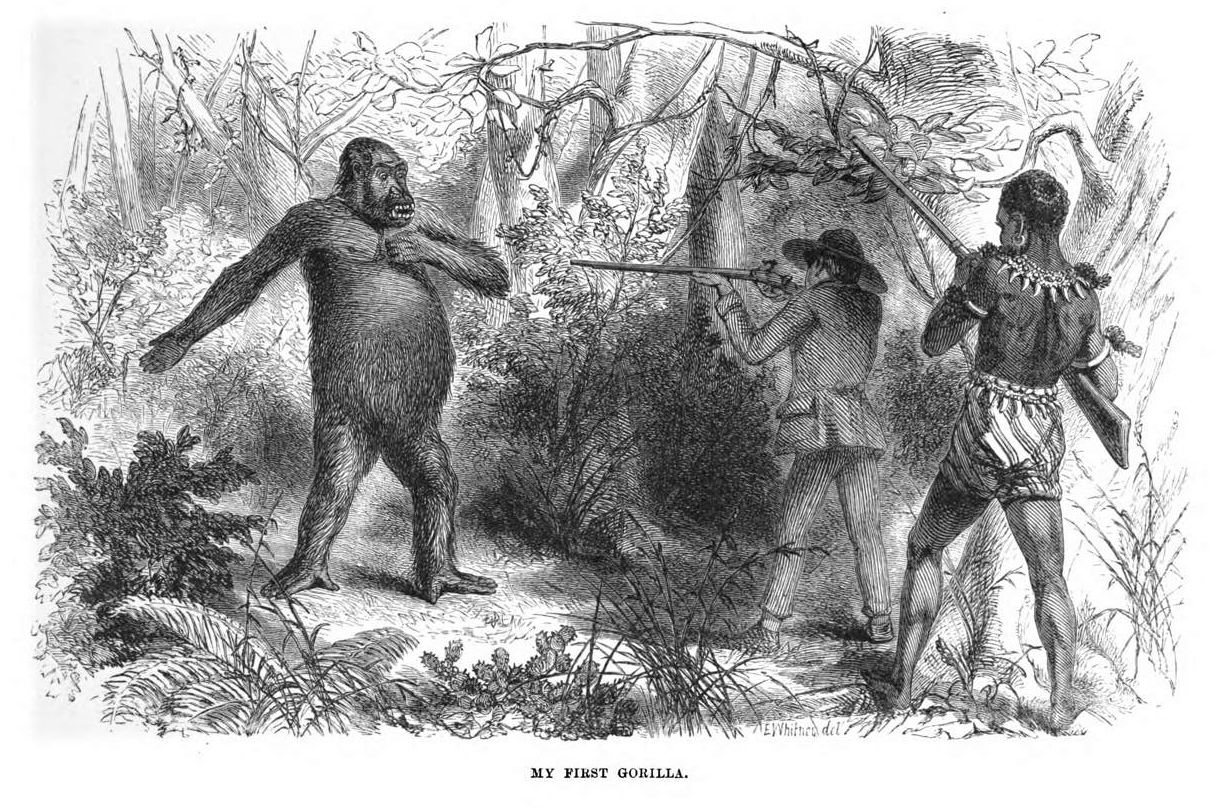
デュ・シャイユとゴリラの遭遇

探検家のポール・デュ・シャイユは、1856年から1859年にかけて西アフリカを旅し、西洋人として生きたゴリラと初めて出会った。彼は1861年に死んだ標本をイギリスに持ち帰った。
1920年代にアメリカ自然史博物館のカール・アケリーは、動物の剥製を作成するためにアフリカを旅行し、その頃初めてのゴリラに関する体系的な研究が行われた。最初の旅行には、友人のメアリー・ヘイスティングス・ブラッドリーとその夫、そして後にジェイムズ・ティプトリー・ジュニアというペンネームで作家となる幼い娘アリスも同行した。旅行の後にメアリーは『On the Gorilla Trail』を執筆した。彼女は後にゴリラの保護活動の提唱者となり、さらに何冊かの子供向けの本を執筆した。1920年代後半から1930年代初頭にかけて、ロバート・ヤーキーズと妻のエヴァは、ハロルド・ビンガムをアフリカに派遣し、ゴリラの研究を進めた。ヤーキーズは1929年に大型類人猿に関する本を執筆した。
第二次世界大戦後の類人猿研究者の先駆けとなったジョージ・シャラーは、1959年に野生のマウンテンゴリラの系統的な研究を実施し、論文を発表した。数年後にはルイス・リーキーとナショナル ジオグラフィック協会の要請により、ダイアン・フォッシーはマウンテンゴリラのより長期にわたる包括的な研究を実施した。彼女が研究を発表したとき、ゴリラは暴力的であるという通説を含め、ゴリラに関する多くの誤解が反証された。
ニシローランドゴリラは、人獣共通感染症である後天性免疫不全症候群の原因となるヒト免疫不全ウイルス(HIV)の感染源の1つであると考えられている。彼らに感染するサル免疫不全ウイルスは、HIV-1の特定の株に類似している。

### ゲノム配列の解析
ゴリラはチンパンジーに続いてゲノム配列が解析された。最初のゴリラのゲノムは、カミラという名前の雌のニシローランド ゴリラのDNAを使用し、ショートリードとサンガー法によって生成された。これにより、科学者は人類の進化と起源についてさらに理解を深めることになった。チンパンジーは現存するヒトに最も近い近縁種だが、ヒトゲノムの15%はゴリラのゲノムによく似ており、ゴリラのゲノムの30%はヒトやチンパンジーのゲノム間の距離よりも、ヒトやチンパンジーのゲノムに近かった。これはコード遺伝子の周囲では稀であり、大型類人猿の進化を通じて広範な選択が行われたことを示しており、遺伝子発現に機能的な影響を及ぼしているという。ゴリラのゲノム分析により、聴覚遺伝子の急速な進化がゴリラでも起こっていたことが明らかになり、同様の進化によって人間にも言語が生じたという説に疑問が生じた。

## 飼育

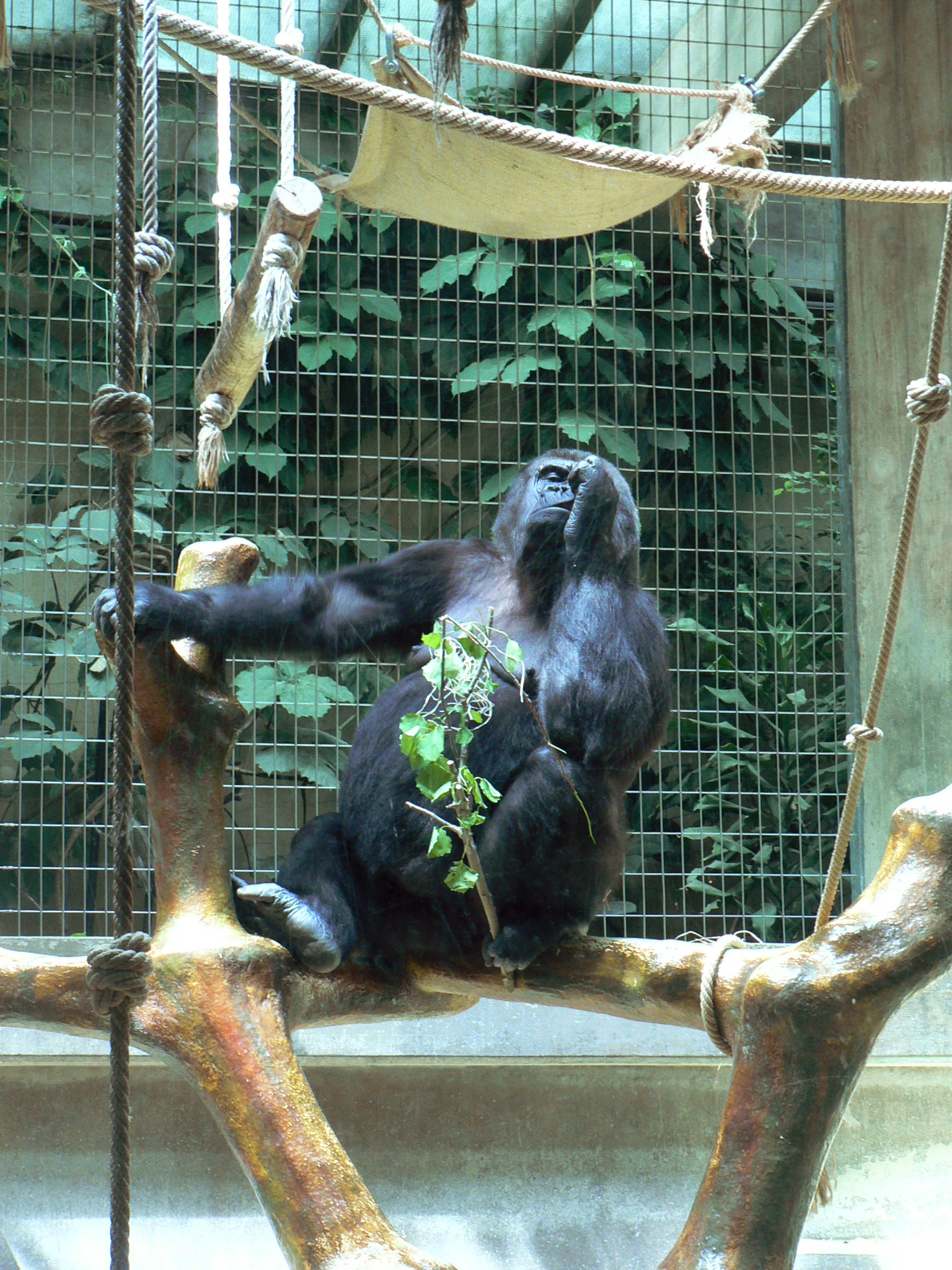
動物園のゴリラ

ゴリラは19世紀以降、西洋の動物園で高く評価されるようになったが、初期のゴリラの飼育は早期に死亡することが多かった。1920年代後半、捕獲されたゴリラの管理が大幅に改善された。2017年1月17日に死亡したアメリカ・オハイオ州のコロンバス動物園にいた雌のゴリラ「コロ」は人間に飼育されている環境下で誕生した初のゴリラであった。彼女は60歳まで生き、死亡時には子供が3頭、孫が16頭、曾孫が12頭、玄孫が3頭いた。
飼育されたゴリラは、吐き戻し、食糞、摂食障害、自傷行為や他個体への攻撃、歩き回る、体を揺らす、指しゃぶり、唇を鳴らす、過度のグルーミングなどの常同行動を示す。訪問者を警戒することもあり、驚いて攻撃姿勢を示し、突進する行動が知られている。若いシルバーバックを含む独身のゴリラの群れは、年齢と性別が混合した群れよりも攻撃性と負傷率が著しく高い。
展示場の窓の内部と外部の両方にプライバシースクリーンを使用することで、高い群衆の密度を見ることのストレスが軽減され、ゴリラの常同行動の減少につながることが示されている。クラシック音楽やロック音楽、あるいは聴覚的なエンリッチメントを行わない、すなわち群衆の騒音や機械の音などが聞こえる状態とは対照的に、自然な聴覚刺激を流すことで、ストレス行動も軽減されることが注目されている。展示床にクローバーの干し草を追加することで、常同行動を減少させると同時に、食に関連した積極的な行動が増加する。
飼育下のゴリラの福祉に関する研究では、福祉の様々な要因に基づく増減を理解するため、画一的な群れへのアプローチではなく、個別の評価に移行する必要性が強調されている。ストレス要因が個々のゴリラとその福祉に異なる影響を与えることを理解するためには、年齢、性別、性格、来歴など、個体ごとの特徴が不可欠である。
日本では、1954年に初めて輸入されて以降、2005年現在ではニシローランドゴリラのみ飼育されている。1961年にヒガシローランドゴリラが2頭輸入されているが、2頭とも数日で死亡している。日本では、1970年に京都市動物園が初めて飼育下繁殖に成功した。1988年に「ゴリラ繁殖検討委員会」が設置され、1994年から各地の飼育施設で分散飼育されていた個体を1か所に集めて群れを形成し、飼育下繁殖させる試み（ブリーディングローン）が恩賜上野動物園で進められている。
日本では、2018年現在ゴリルラ属（ゴリラ属）単位で特定動物に指定されている。

## 保全

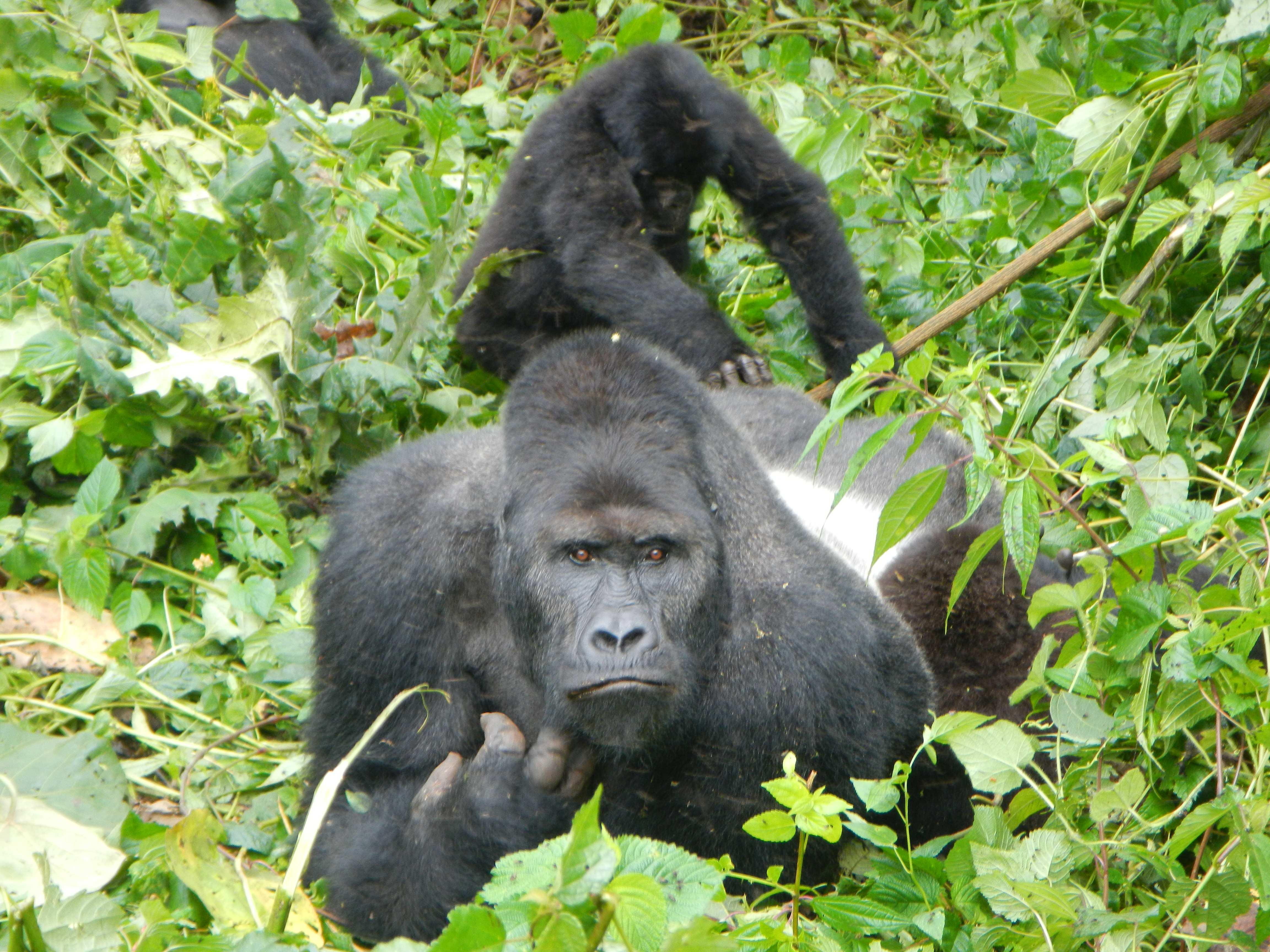
カフジ＝ビエガ国立公園のヒガシローランドゴリラ

すべてのゴリラの種および亜種は、IUCNのレッドリストで絶滅危惧種または近絶滅種とされている。すべてのゴリラは絶滅のおそれのある野生動植物の種の国際取引に関する条約(CITES)の附属書Iに記載されており、材料を使用した製品を含む国際取引が規制されている。ニシローランドゴリラは野生で約316,000頭が生息し、動物園では4,000頭が飼育されている。ヒガシローランドゴリラの生息数は、野生では5,000頭未満、動物園では24頭である。マウンテンゴリラは最も深刻な絶滅の危機に瀕しており、推定野生個体数は約880頭で、動物園には一頭もいない。森林伐採や採掘による生息地の破壊、食用（ブッシュミート）の乱獲、内戦、感染症などにより生息数は減少している。森林伐採により交通網が発達し奥地へ侵入しやすくなるとともに輸送コストも安くなったこと・経済活動の破綻により都市部の失業者が森林のある地域へ大量に移入したこと・内戦により銃器が流出し狩猟に用いられるようになったことなどの理由で食用の乱獲は増大している。生息地は保護区に指定されている地域もあるが、密猟されることもある。ゴリラは人間と近縁であるため、人獣共通感染症に感染しやすい。2004年にはコンゴ共和国のオザラ国立公園で、数百頭のゴリラの個体群がエボラウイルスによってほぼ全滅した。2006年にサイエンスに掲載された研究では、中部アフリカでのエボラウイルスの流行により、5,000頭以上のゴリラが死亡した可能性があるとされた。研究者らはこれら類人猿の商業的な狩猟と関連して、ウイルスが急速な生態学的絶滅の原因となることを指摘した。飼育下ではゴリラもCOVID-19に感染する可能性があることが観察されている。
国際連合環境計画と国際連合教育科学文化機関のパートナーシップである大型類人猿保全計画、国際連合環境計画が管理する移動性野生動物種の保全に関する条約の下に締結されたゴリラやその生息地の保護に関する協定(ゴリラ協定)がゴリラの保全活動に役立っている。ゴリラ協定は、ゴリラの保護のみを対象とした初の法的拘束力のある文書である。ゴリラが生息する国の政府はゴリラの殺害と取引を禁止したが、政府がゴリラの密猟者、貿易業者、消費者をほとんど逮捕しないため、ゴリラの保護に対する効果は薄い。

## 文化

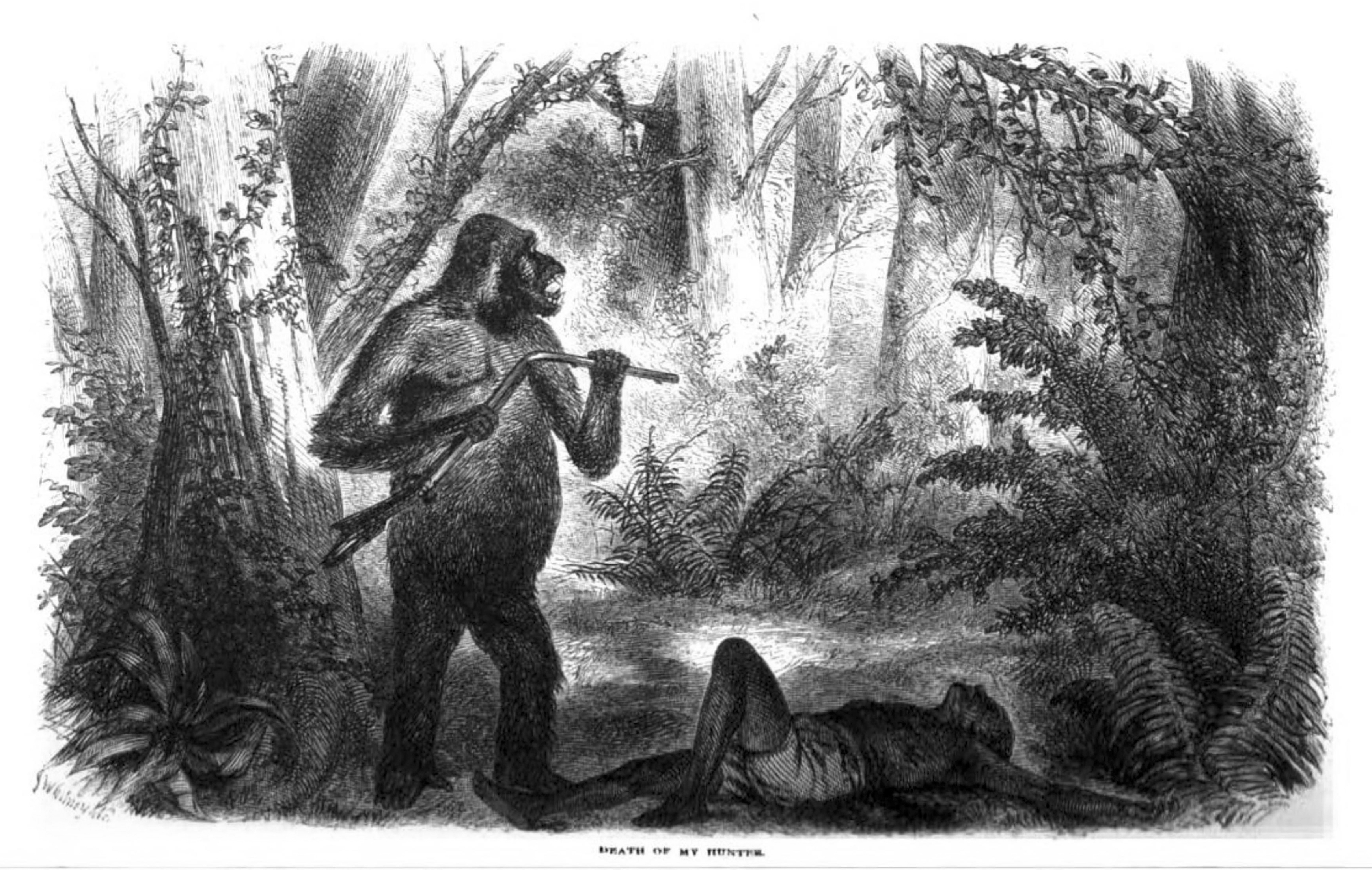
デュ・シャイユはゴリラがハンターを殺して散弾銃を破壊したと述べた。

カメルーンのレビアレム県の高地では、トーテムを介して人々とゴリラが結びついている。ゴリラの死は関係者も死ぬことを意味するため、地元の自然保護の倫理が生まれている。多くの異なる先住民族が野生のゴリラと交流している。中には詳しい知識を持つ者も存在し、バカ族には少なくとも10種類のゴリラを示す言葉が知られ、性別、年齢、関係性によって区別されている。1861年にポール・デュ・シャイユは、巨大なゴリラを狩った話と並び、ゴリラを見た妊婦の子はゴリラとなるというカメルーンの言い伝えを報告した。
1911年に人類学者のアルバート・ジェンクスは、ブル族の持つゴリラの行動と生態、ゴリラの物語についての知識に注目した。「ゴリラと子供」の物語は、ゴリラが人々に話しかけ、助けと信頼を求め、赤ん坊を盗むが、男がゴリラを攻撃中に誤って赤ん坊を殺してしまった話である。ゴリラの生息地から遠く離れていても、サバンナの部族には類人猿に対するカルト的な崇拝が存在する。いくつかの信念は先住民族の間に広まっている。ゴリラはファン語で「ngi」、ブル語では「njamong」と呼ばれる。「ngi」は火が語源であり、ポジティブなエネルギーを表している。中央アフリカ共和国からカメルーン、ガボンに至るまで、デュ・シャイユが記録したものと同様のゴリラへの転生、トーテム、変身の物語が21世紀の今でも語り継がれている。
国際的な注目を集めて以来、ゴリラは様々な大衆文化やメディアで繰り返し登場するようになった。彼らは残忍で攻撃的な動物として描かれてきた。エマニュエル・フレミエの「女性をさらうゴリラ」にインスピレーションを得て、ゴリラが人間の女性を誘拐する様子が、『インガギ』（1930年）や有名な『キング・コング』（1933年）などの映画で使用された。1925年に初演された喜劇『The Gorilla』は、逃げ出したゴリラが女性を家からさらうという内容だった。『ドクターRxの奇妙な事件』（1942 年）、『The Gorilla Man』（1943 年）、 『ゴリラの復讐』（1954 年）、ウォルト・ディズニー・アニメーション・スタジオ制作の『ミッキーのゴリラ騒動』（1930 年）、『ドナルドとゴリラ』（1944年）などの映画では、逃げ出したゴリラが登場するか、比喩として扱われていた。
ターザンやジャングルの女王シーナなど、ジャングルをテーマにしたヒーローの敵として登場することもあった。DCコミックスではスーパーヒーローのフラッシュの敵としてゴリラ・グロッドというスーパーヴィランが登場する。映画『猿の惑星』でも敵役として登場する。映画『コングの復讐』（1933年）、『猿人ジョー・ヤング』（1949年）、『愛は霧のかなたに』（1988年）、『ハーモニーベイの夜明け』（1999年）や、1992年の小説『イシュマエル』では、より肯定的に描写されている。テレビドラマ『SFドラマ 猿の軍団』（1974 - 1975年）では、現実に攻撃性の強いチンパンジーをタカ派、穏和なゴリラをハト派に設定するなど、猿に対する動物学的な視点が正確に考察された。ビデオゲームにも登場しており、特に『ドンキーコングシリーズ』が有名である。